# آن جونغ جيون
آن جونغ جيون (2 سبتمبر 1879 - 26 مارس 1910) هو ناشط في مجال استقلال كوريا. يُذكر في كل من كوريا الجنوبية والشمالية باعتباره شهيدًا لاغتياله السياسي الياباني إيتو هيروبومي عام 1909، والذي شغل سابقًا منصب أول رئيس وزراء لليابان والمقيم العام الياباني في كوريا. سجن آن وإعدم لاحقًا من قبل السلطات اليابانية في 26 مارس 1910.
في عام 1962، حصل بعد وفاته على وسام الاستحقاق للمؤسسة الوطنية من قبل الحكومة الكورية الجنوبية، وهو أرقى وسام مدني في جمهورية كوريا، لجهوده من أجل استقلال كوريا.

## سيرة

### الحياة المبكرة

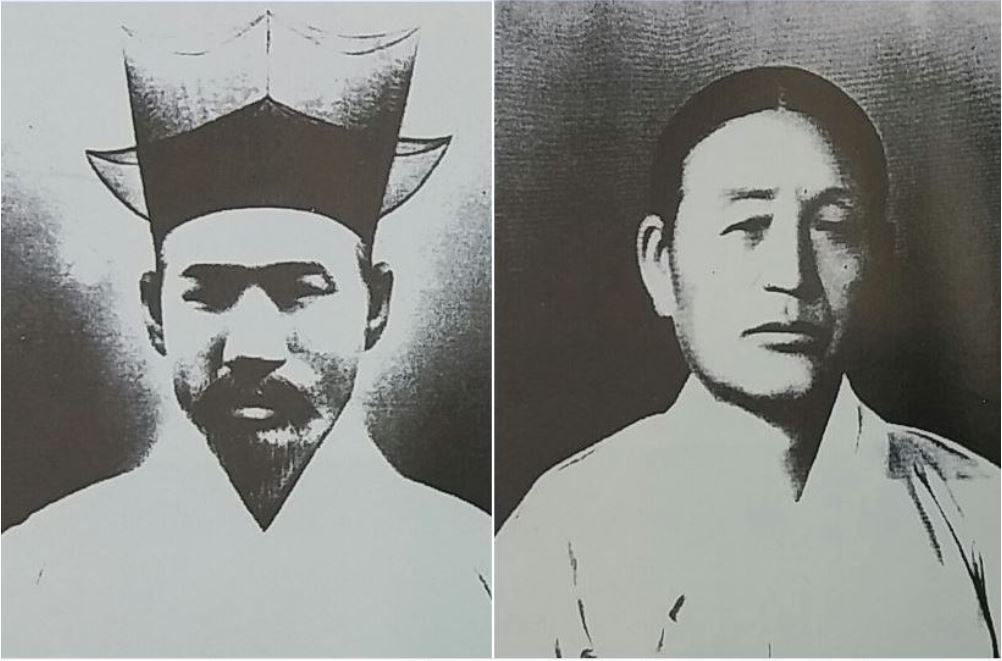
والدا آن

وُلِد آن في 2 سبتمبر 1879، في هايجو، مقاطعة هوانغهاي، جوسون. كان الابن الأول، من عشيرة سونهيونج آن (순흥 안씨). آن هو الحفيد السادس والعشرون لآن هيانغ. كان اسم طفولته (안응칠; 安應七). نشأ الاسم من النقاط السبع الموجودة على الصدر والمعدة، مما يعني أنه ولد وفقًا لطاقة الدب الأكبر. عندما كان صبيًا، تعلم الأدب الصيني والعلوم الغربية، لكنه كان مهتمًا أكثر بالفنون القتالية والرماية. كتب كيم كوو، الزعيم المستقبلي لحركة الاستقلال الكورية الذي لجأ إلى منزل آن تاي هون في ذلك الوقت، أن الشاب آن جونج جيون كان راميًا ممتازًا، وكان يحب قراءة الكتب، وكان يتمتع بكاريزما قوية.

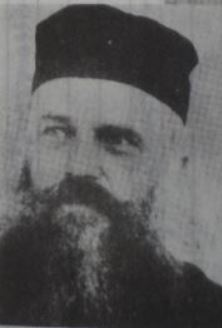
الكاهن الفرنسي فيلهلم

في سن السادسة عشر، دخل آن الكنيسة الكاثوليكية مع والده، حيث حصل على اسم معموديته "توماس" (토마스)، وتعلم الفرنسية. أثناء فراره من اليابانيين، لجأ آن إلى كاهن فرنسي من الكنيسة الكاثوليكية في كوريا يُدعى فيلهلم (الاسم الكوري، هونغ سيوك-جو؛ 홍석구؛ 洪錫九) الذي عمده وأخفاه في كنيسته لعدة أشهر. شجع الكاهن آن على قراءة الكتاب المقدس وأجرى سلسلة من المناقشات معه. حافظ على إيمانه بالكاثوليكية حتى وفاته، حتى أنه طلب من ابنه أن يصبح كاهنًا في رسالته الأخيرة إلى زوجته.
عندما كان عمره 25 عامًا، بدأ العمل في مجال الفحم، لكنه كرس نفسه لتعليم الشعب الكوري بعد معاهدة يولسا من خلال إنشاء مدارس خاصة في المناطق الشمالية الغربية من كوريا. وشارك أيضًا في حركة سداد الديون الوطنية. وفي عام 1907، نفي نفسه إلى فلاديفوستوك للانضمام إلى المقاومة المسلحة ضد الحكام الاستعماريين اليابانيين، حيث تعلم اللغة الروسية بطلاقة. عين فريق لجماعة المقاومة الكورية المسلحة وقاد عدة هجمات ضد القوات اليابانية قبل هزيمته في النهاية.

### اغتيال إيتو هيروبومي

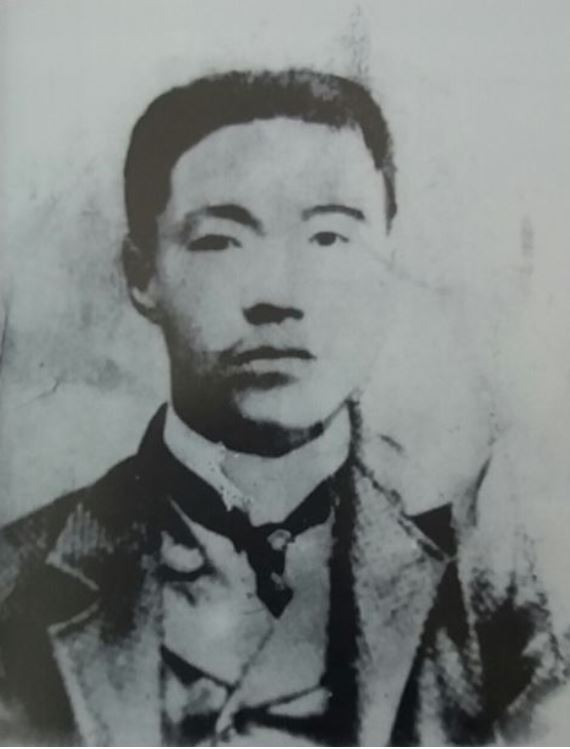
آن جونغ جيون في عام 1906

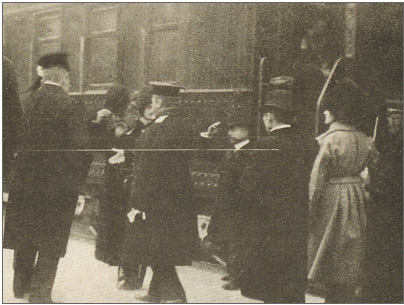
إيتو هيروبومي (الثاني على اليسار) قبل أن يتم إطلاق النار عليه من قبل آن

في أكتوبر 1909، مر آن عبر الحرس الإمبراطوري الياباني في محطة سكة حديد هاربين. وكان إيتو هيروبومي قد عاد من المفاوضات مع الممثل الروسي في القطار. وأطلقوا عليه النار ثلاث مرات بمسدس FN M1900 على رصيف السكة الحديدية. كما أطلق النار على كاواغامي توشيهيكو (川上俊彦)، القنصل العام الياباني، موريتا جيرو (森泰二郞)، سكرتير وكالة رعاية القصر الإمبراطوري، وتاناكا سيتارو (田中淸太郞)، مدير تنفيذي في سكة حديد جنوب منشوريا، الذين أصيبوا بجروح خطيرة. بعد إطلاق النار، صرخ آن منادياً باستقلال كوريا باللغة الروسية، قائلاً "Корея! Ура!" (كوريا! يا هلا!)، ولوح بالعلم الكوري.
بعد ذلك، ألقي القبض على آن من قبل الحراس الروس الذين احتجزوه لمدة يومين قبل تسليمه إلى السلطات الاستعمارية اليابانية. عندما سمع نبأ وفاة إيتو، رسم علامة الصليب امتنانًا. نُقل عن آن قوله، "لقد تجرأت على ارتكاب جريمة خطيرة، وقدمت حياتي من أجل بلدي. هذا هو سلوك الوطني النبيل". أعطى فيلهلم طقوسه الأخيرة لآن، متجاهلاً أمر أسقف كوريا بعدم القيام بذلك. أصر آن على أن ينادوه الخاطفون باسمه المعمودي، توماس.
وفي المحكمة، ادعى آن أنه كان برتبة فريق في جيش المقاومة الكوري، وطالب بأن يتم التعامل معه باعتباره أسير حرب وليس مجرمًا مشتبهًا به. أصر على أنه لم يرتكب أي خطأ، وسرد قائمة بـ 15 جريمة تستحق الإعدام يعتقد أن إيتو ارتكبها. كان هناك اعتقاد خاطئ بأن إيتو أمر باغتيال الإمبراطورة ميونغسيونج، وهو الأمر المنسوب إلى ميورا غورو، على الرغم من أن ميورا غورو أرسل تقريرًا إلى إيتو بعد الإعدام.

### السجن والموت

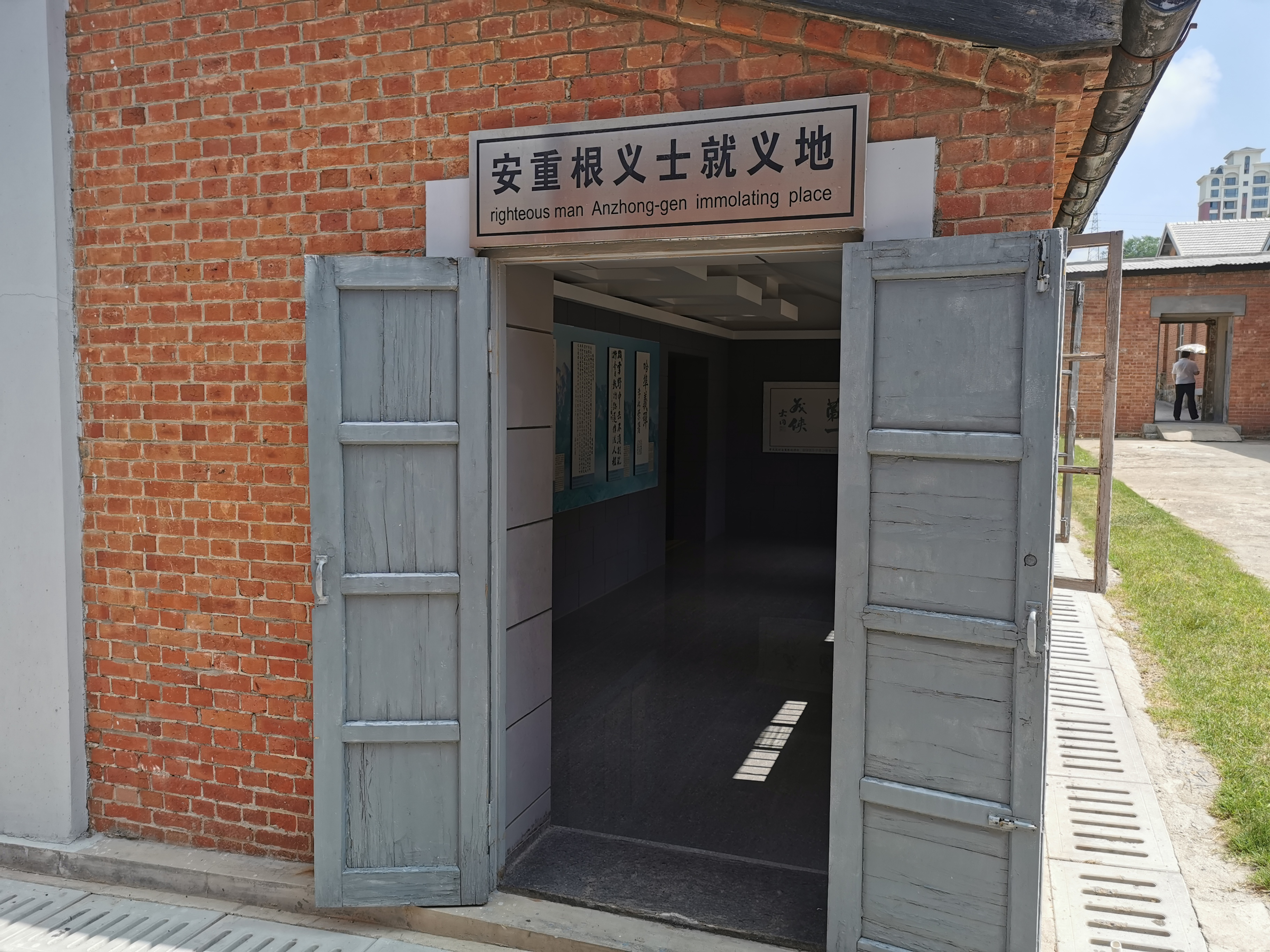
المكان الذي أُعدم فيه آن، سجن لوشون الروسي الياباني، داليان، الصين

وأظهر آسرو آن اليابانيون تعاطفهم معه. سجل في سيرته الذاتية أن المدعي العام ميزوبوتشي تاكاو صاح قائلاً "من ما أخبرتني به، من الواضح أنك رجل صالح من شرق آسيا. لا أستطيع أن أصدق أن حكم الإعدام سيُفرض على رجل صالح. لا يوجد ما يدعو للقلق". كما تم إعطاؤه أطعمة شهية لرأس السنة اليابانية وكان خطه موضع إعجاب وطلب كبيرين، وخزن لاحقًا في اليابان. بعد ست محاكمات، حكمت المحكمة الاستعمارية اليابانية في ريوجون، لوشونكو على آن بالإعدام. لقد غضب آن من الحكم، على الرغم من أنه كان يتوقع هذه النتيجة. كان يأمل أن يُنظر إليه باعتباره أسير حرب وليس قاتلًا. في نفس يوم النطق بالحكم في الساعة الثانية ظهرًا، التقى به شقيقاه جونغ-جيون وغونغ-جيون لتسليمه رسالة والدتهما، "موت من أجل وطنك، ولا تطلب حياتك بطريقة جبانة. موتك الشجاع من أجل العدالة هو الاحترام الأبوي الأخير لوالدتك".
وكان القاضي هيراشي، الذي ترأس محاكمة آن، قد وعد آن بمنحه وقف تنفيذ حكم الإعدام لعدة أشهر على الأقل، لكن طوكيو أمرت باتخاذ إجراءات فورية. قبل إعدامه، قدم آن طلبًا أخيرًا: أن يساعده الحراس في إنهاء مقالته "حول السلام في شرق آسيا". كما حصل أيضًا على ملابس كورية بيضاء من والدته ليموت بها أثناء إعدامه. طلب أن يتم إعدامه باعتباره أسير حرب، رمياً بالرصاص. لكن بدلاً من ذلك، صدر أمر بإعدامه شنقًا باعتباره مجرمًا عاديًا. إعدم آن في ريوجون، في 26 مارس 1910. لم يتم العثور على قبره في لو شون.
أثناء سجنه، طرد آن من الكنيسة الكاثوليكية بسبب اغتيال إيتو، وهو ما اعتبرته الكنيسة أمرًا سلبيًا. رفع هذا الطرد بعد وفاته في عام 1993.
أملى آن في وصيته أن يتم دفن جثمانه في حديقة هاربين في الصين ثم نقله إلى وطنه إذا حققت كوريا استقلالها لكن طلبه لم يُلبى. ووفقًا للسجلات، فقد دُفن بالقرب من السجن؛ ولم تتلق الحكومة الكورية تعاونًا من الحكومة اليابانية فيما يتعلق بمكان دفنه. تحتوي حديقة هيوتشانج في سيول على تلة عشبية تعمل كمقبرة فخرية لآن.

## المشاهدات
يعتقد بعض المؤرخين أن وفاة إيتو أدت إلى تسريع المرحلة النهائية من عملية الاستعمار، لكن هذا الادعاء كان محل نزاع من قبل البعض.

### عموم آسيا
كان يؤمن إيمانا قويا باتحاد الدول الثلاث الكبرى في شرق آسيا، الصين وكوريا واليابان، من أجل مواجهة ومحاربة الإمبريالية الغربية، أي الدول الغربية التي تسيطر على أجزاء من آسيا، واستعادة استقلال شرق آسيا. لقد تابع تقدم اليابان خلال الحرب الروسية اليابانية، وادعى أنه ومواطنيه كانوا سعداء عندما سمعوا عن هزيمة أحد عملاء الإمبريالية الغربية، لكنهم شعروا بخيبة أمل لأن الحرب انتهت قبل إخضاع روسيا بشكل كامل.
وفقًا لدونالد كين، مؤلف كتاب إمبراطور اليابان: ميجي وعالمه، 1852-1912، كان آن جونج جيون معجبًا بإمبراطور اليابان ميجي. كانت إحدى التهم الخمس عشرة التي وجهها آن إلى إيتو هي أنه خدع إمبراطور اليابان، الذي شعر آن أنه يرغب في تحقيق السلام في شرق آسيا واستقلال كوريا. طلب آن أن يتم إخبار ميجي بأسباب إعدامه لإيتو على أمل أنه إذا فهم ميجي أسبابه، فسوف يدرك الإمبراطور مدى خطأ سياسات إيتو وسوف يفرح. كان آن متأكدًا أيضًا من أن معظم اليابانيين كانوا يشعرون بنفس الكراهية تجاه إيتو، وهو الرأي الذي شكله من خلال التحدث مع السجناء اليابانيين في كوريا. خلال فترة سجن آن ومحاكمته، كان العديد من حراس السجون اليابانيين والمحامين وحتى المدعين العامين مستوحين منه.
شعرت أنه مع موتهاō، يمكن لليابان وكوريا أن تصبحا صديقين بسبب التقاليد العديدة التي شاركوها. وأعرب عن أمله في أن تصبح هذه الصداقة، إلى جانب الصين، نموذجا يحتذى به العالم. تم ذكر أفكاره حول الوحدة الآسيوية في مقالته، "حول السلام في شرق آسيا" (東洋平和論) التي عمل عليها وتركها غير مكتملة قبل إعدامه. في هذا العمل، يوصي آن بتنظيم القوات المسلحة المشتركة وإصدار الأوراق النقدية المشتركة بين كوريا واليابان والصين. ساساغاوا نوريكاتسو (笹川紀勝)، أستاذ القانون في جامعة ميجي، يشيد بشدة بفكرة آن كمكافئ لـ الاتحاد الأوروبي والمفهوم الذي سبق مفهوم عصبة الأمم قبل 10 سنوات.

## إرث

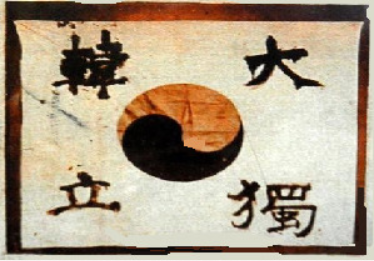
تايجوكجي بقلم آن جونج-جيون يتوق إلى استقلال كوريا

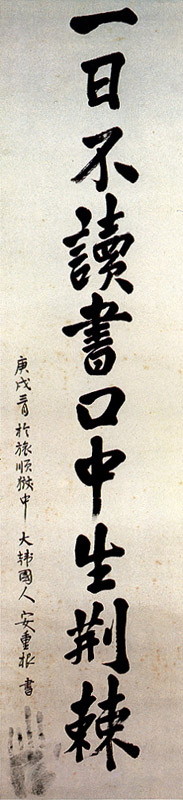
"一日不讀書口中生荊棘" تعني "ما لم تقرأ كل يوم، ينمو الشوك في فمك".

أشاد الكوريون والعديد من الصينيين أيضًا، الذين كانوا يكافحون ضد الغزو الياباني في ذلك الوقت، باغتيال إيتو على يد آن. كتب الزعماء السياسيون الصينيون المشهورون مثل يوان شيكاي، وسون يات صن، وليانغ تشي تشاو قصائد تشيد بآن.
في ندوة Jung-Geun لعام 2010 في كوريا، قام وادا هاروكي (和田春樹)، الناشط الذي عمل سابقًا في جامعة طوكيو، بتقييم An من خلال الاقتباس من Itō Yukio (伊藤之雄)، زميل باحث في التاريخ في جامعة كيوتو. في نصه المنشور عام 2009، يزعم إيتو يوكيو أن حكم إيتو هيروبومي أدى إلى مقاومة قوية من الكوريين لأنه كان يعتبر الخطوة الأولى لضم كوريا بسبب الاختلافات الثقافية، وأن آن لا يُلام حتى لو لقد اغتال إيتو دون أن يفهم أيديولوجية إيتو (2009،إيتو).
في 26 مارس 2010، أقيمت احتفالات وطنية بمناسبة الذكرى المئوية لرحيل آن في كوريا الجنوبية، بما في ذلك حفل ترأسه رئيس الوزراء تشونج أون تشان وحفلات موسيقية تكريمية.

### النسب
أنتجت عائلة آن العديد من الناشطين في مجال الاستقلال الكوري. ابن عم آن آن ميونغ جيون (안명근) حاول اغتيال تيراوتشي ماساتاكي، أول حاكم عام ياباني لكوريا (조선총독) الذي نفذ معاهدة ضم اليابان وكوريا في عام 1910. ولكنه فشل، وسُجن لمدة 15 عامًا، وتوفي في عام 1926.[بحاجة لمصدر] شقيق آن آن جونغ جيون (안정근) وآن جونج-جيون (안공근)، وكذلك ابن عم آن آن كيونغ جيون (안경근) وابن أخيه An Woo-Saeng (안우생)، انضم إلى الحكومة المؤقتة لجمهورية كوريا في شنغهاي، الصين، والتي كان يقودها كيم كو، وقاتلت ضد اليابان. آن تشون سينج (안춘생)، وهو ابن أخ آخر لآن، انضم إلى الجيش الثوري الوطني الصيني، وشارك في المعارك ضد القوات اليابانية في شنغهاي، وانضم إلى جيش التحرير الكوري في عام 1940. وفي وقت لاحق، أصبح ملازمًا عامًا في جيش جمهورية كوريا وعضوًا في الجمعية الوطنية لكوريا الجنوبية.
وفي الوقت نفسه، الابن الأصغر لـآن جونج-جيون، أصبح رجل أعمال بارزًا وتشينيلبا أثناء الاحتلال الياباني لكوريا. توفي عام 1952 بسبب مرض السل، وهاجر أبناؤه إلى الولايات المتحدة الأمريكية بعد الحرب.

### أعمال الخط العربي

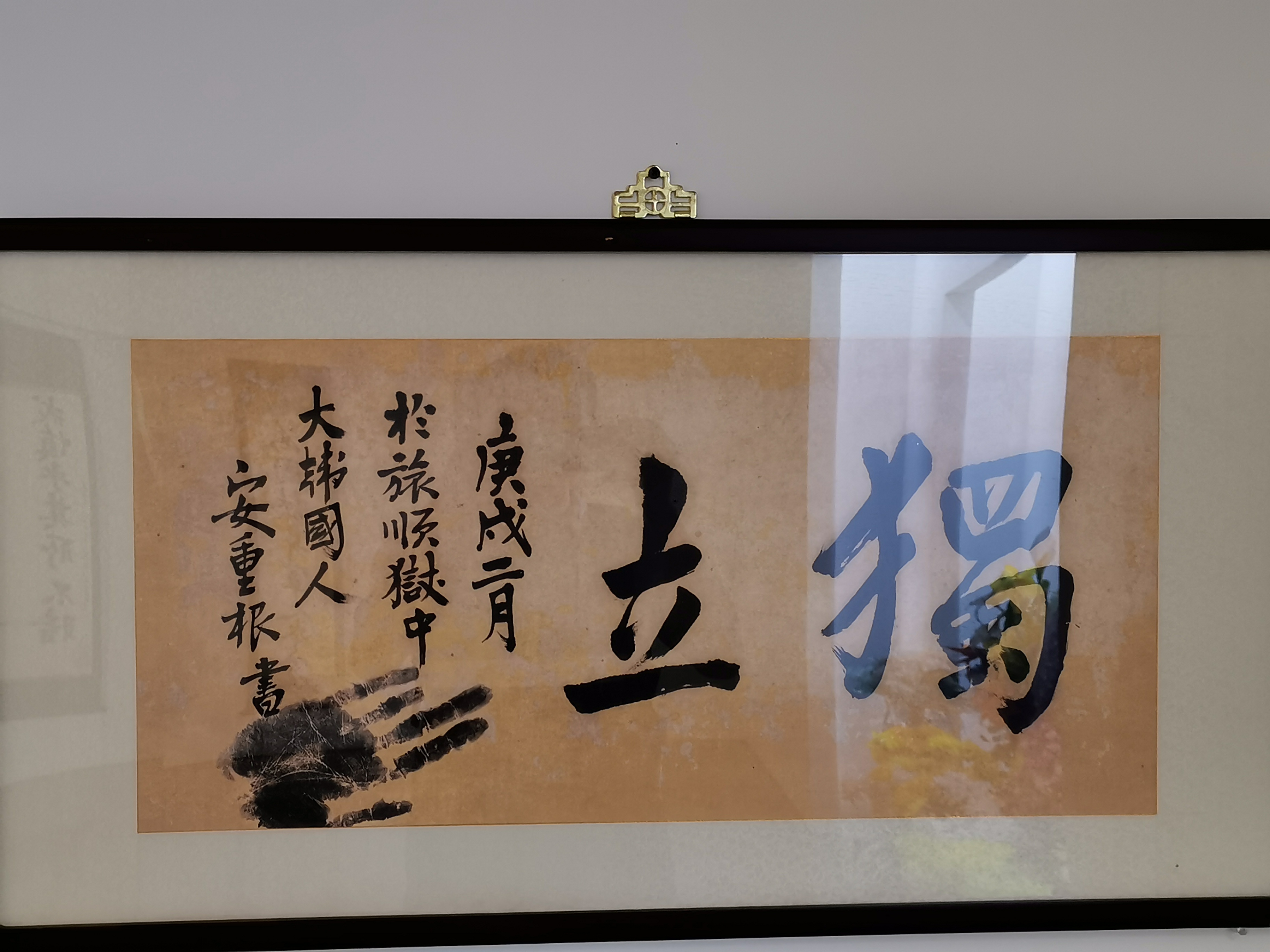
خط آن: الاستقلال (獨立)

يعتبر أن مشهورًا جدًا بأعمال الخط العربي. بينما كان في السجن، قدم العديد من حراس السجن مثل تشيبا توشيتشي (千葉十七) الذين كانوا يحترمونه طلبات إلى آن للحصول على أعمال الخط. ترك العديد من الأعمال الخطية التي كتبها في سجن لوشون على الرغم من أنه لم يدرس الخط بشكل رسمي. كان يترك على أعماله الخطية توقيعًا باللغة الكورية العظيمة وبصمة يده اليسرى، التي كانت تفتقد المفصل الأخير من البنصر، والتي قطعها مع رفاقه في عام 1909 كتعهد بقتل إيتو. وقد تم تصنيف بعض الأعمال ضمن الكنز رقم 569 لجمهورية كوريا في عام 1972. أحد أعماله الشهيرة هو "一日不讀書口中生荊棘" (일일부독서 구중생형극؛ ما لم يقرأ المرء كل يوم، ينمو الشوك في الفم)، وهو اقتباس من مختارات كونفوشيوس.

### قاعات تذكارية

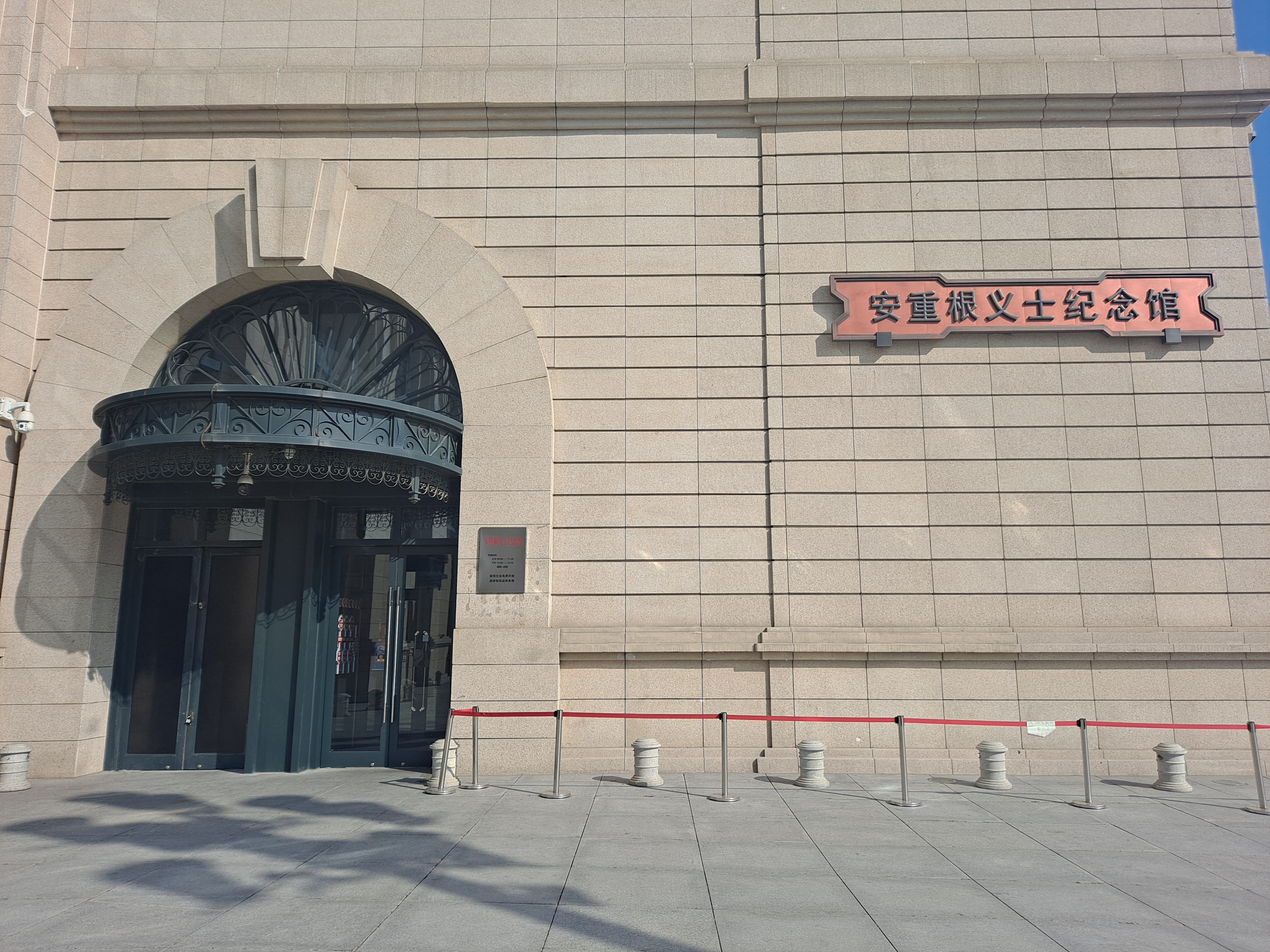
قاعة آن جونغ-جيون التذكارية، هاربين

تم إنشاء قاعات تذكارية لأن في سيول عام 1970 من قبل الحكومة الكورية الجنوبية وفي هاربين من قبل الحكومة الصينية عام 2006. وقد طرحت رئيسة كوريا الجنوبية بارك جيون هيه فكرة إقامة نصب تذكاري لآن أثناء اجتماعها مع الرئيس الصيني شي جين بينج خلال زيارة للصين في يونيو/حزيران 2013. وبهذا تم افتتاح قاعة تذكارية أخرى لتكريم آن جونج جيون يوم الأحد الموافق 19 يناير 2014 في هاربين. تتميز القاعة، وهي غرفة مساحتها 200 متر مربع، بالصور والتذكارات. تقام الأنشطة السنوية في ذكرى أن في لوشون، حيث تم سجنه وإعدامه.
وفقًا لمصادر محلية في الصين بتاريخ 22 مارس 2017، تم نقل قاعة آن جونج-جيون التذكارية الواقعة في محطة سكة حديد هاربين مؤخرًا إلى متحف فني كوري في مدينة هاربين وسط انتقام الصين لنشر كوريا الجنوبية لنظام الدفاع الصاروخي الأمريكي ثاد. تم إعادة افتتاح القاعة التذكارية في محطة هاربين للسكك الحديدية بعد أعمال التجديد.

## الخلافات
تاريخيًا، اعتبرت الحكومة اليابانية عمومًا أن جونج جيون إرهابيًا ومجرمًا، بينما اعتبرته كوريا الجنوبية بطلاً قوميًا. في يناير/كانون الثاني 2014، وصف يوشيهيدي سوجا، المتحدث باسم الحكومة اليابانية ورئيس الوزراء الياباني السابق، قاعة هاربين التذكارية التي تكرم أن في الصين بأنها "لا تساعد على بناء السلام والاستقرار" بين دول شرق آسيا. ومن ناحية أخرى، أعلنت الصين أن آن كان "شخصية مشهورة مناهضة لليابان وذات فكر نبيل"، في حين ذكرت وزارة الخارجية الكورية الجنوبية أن آن كان "شخصية تحظى باحترام كبير".
في فبراير 2017، تعرضت الشرطة الكورية الجنوبية لانتقادات شديدة لاستخدامها صورة أن في الملصقات التي تم وضعها في مدينة إنتشون. وحذر الملصق من الإرهاب، وانتقد العديد من المواطنين الكوريين الجنوبيين الشرطة عبر الإنترنت، متسائلين "ما إذا كان الملصق يقصد به الإشارة إلى أن أن كان إرهابيًا". اعتذر ضابط شرطة في صحيفة كوريا تايمز وأوضح أنه لم تكن هناك نية لربط آن بالإرهاب، وتم إزالة جميع الملصقات.

## في الثقافة الشعبية
في عام 1959، كان الفيلم الكوري الجنوبي الملك جوجونج والشهيد آن جونج جيون أول فيلم عن آن جونج جيون، وهو قصة درامية عن الحدث. الفيلم الكوري الشمالي الذي أنتج عام 1979 بعنوان "أن جونج غون يطلق النار على إيتو هيروبومي" هو قصة درامية أخرى لهذا الحدث. الفيلم الكوري الجنوبي توماس آن جونغ جيون (토마스 안중근 عام 2004.) هي قصة درامية أخرى للحدث. تم إصداره في 10 سبتمبر 2004، من إخراج سيو سي وون. يلعب الممثل يو أوه سونغ دور آن جونج-جيون، ويلعب الممثل يون جو سانج دور إيتو هيروبومي.
من المقرر إنتاج دراما كورية مشتركة بين الصين وكوريا الجنوبية بعنوان عصر الأبطال في عام 2019. من المقرر أن يكون عصر الأبطال مكونًا من 24 حلقة ويتم إنتاجه مسبقًا بالكامل بميزانية قدرها 30 مليار وون. سيبدأ التصوير بحلول نهاية عام 2018 في مواقع في كوريا الجنوبية والصين وكوريا الشمالية.
يتم تقديم تفسير خيالي للأحداث في حلقة من الموسم الخامس عشر من ألغاز مردوخ، وهو برنامج جريمة قتل كندي. في الحلقة التي تحمل عنوان "ألعاب باتريوت"، تؤدي جثة في قبو تورنتو إلى توضيح مؤامرة اغتيال آن جونج جيون حيث يلعب عملاء روس مارقون دورًا فيها، الأمر الذي يتطلب اتخاذ إجراءات سريعة لمنع اندلاع حرب عالمية محتملة.
البطل، فيلم درامي موسيقي كوري جنوبي صدر عام 2022 يروي قصة درامية عن الحدث، من إخراج يون جي كيون.
هاربين، فيلم عام 2024 من إخراج وو مين هو، بطولة هيون بين في دور آن.

## روابط خارجية
- An Jung Geun Memorial Hall
- "Catholic Church in Korea and the Nationalist Movement". Catholic Bishops' Conference of Korea. مؤرشف من الأصل في 2005-03-22. اطلع عليه بتاريخ 2005-12-15.
- Scholarly introduction to An Jung-geun's Treatise on Peace in the East
- An Jung-geun's Treatise on Peace in the East (1910)
- Hero: the Musical, Lincoln Center, New York, 2011